# Hidrotalcita
La hidrotalcita  (Mg
6Al
2CO
3(OH)
16·4H2O) es un compuesto químico octaédrico a base de aluminio y magnesio e indicado como antiácido para el alivio de la acidez estomacal consecuencia de irritación gástrica, gastritis aguda o crónica, úlcera péptica o duodenal, y molestias causadas por hiperacidez, abuso del café, licor, nicotina, ciertos alimentos y medicamentos.
La hidrotalcita es bien tolerada aunque debe ser evitada en caso de lesiones renales graves y su administración prolongada a dosis altas. La hidrotalcita tiende a ejercer su efecto antiácido más rápido que la famotidina y al cabo de las 2 horas de administración sus efectos son igual de efectivos. Se ha demostrado que la hidrotalcita remueve la citotoxina derivada de la bacteria Helicobacter pylori, uno de los agentes que inhibe la proliferación de células gástricas durante la infección del microorganismo.
Ambrogi et al (2001) creen que ciertos compuestos de hidrotalcita podrían tener interés médico (inclusión en ciertos antiinflamatorios).